# Si Zentner

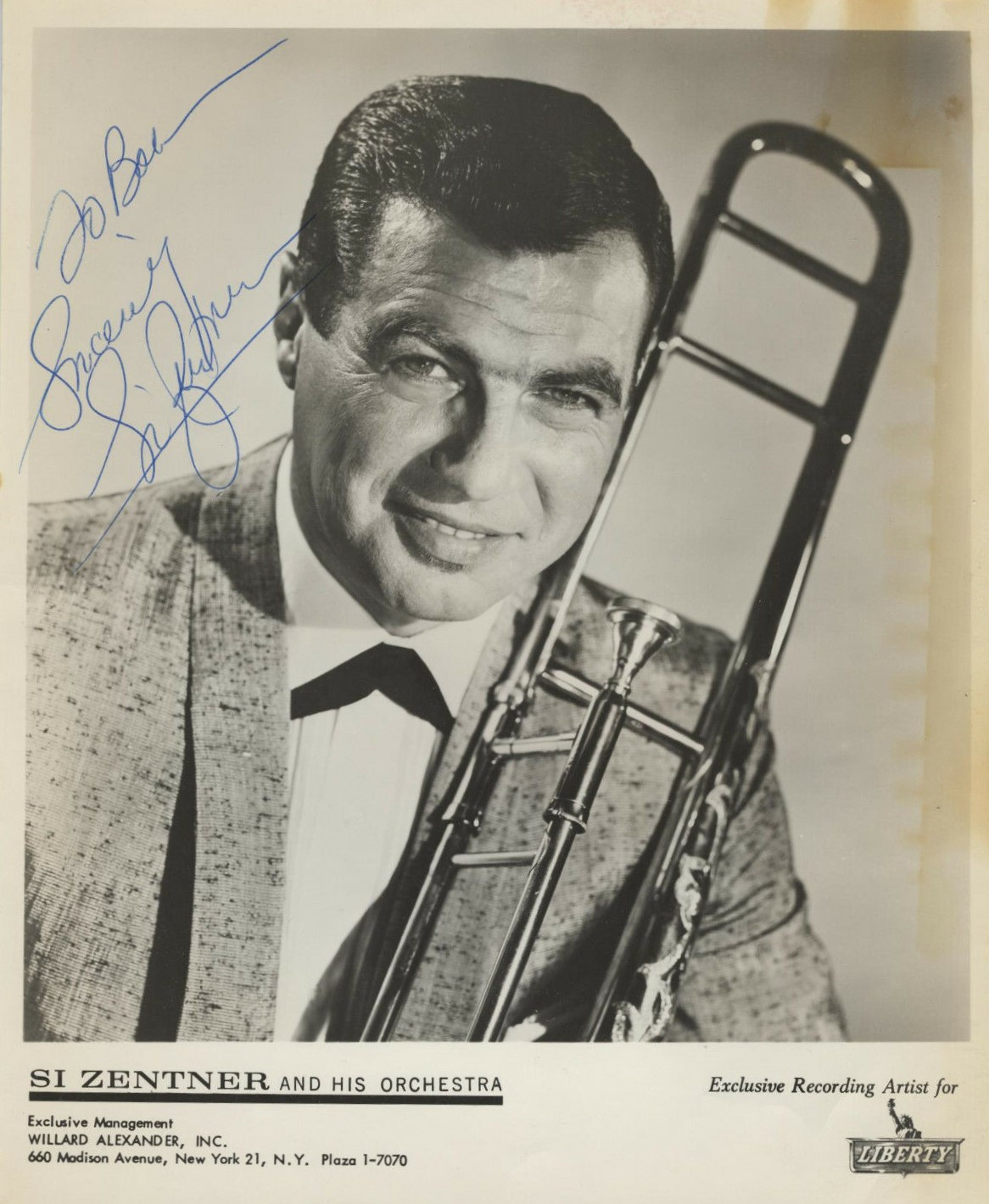
Si Zentner omstreeks 1965

Simon "Si" Hugh Zentner (New York, 13 juni 1917 - Las Vegas, 31 januari 2000) was een Amerikaanse jazz-trombonist en bigbandleider.

## Levensbeschrijving
Zentner speelde vanaf zijn vierde viool, later werd dat de trombone. Hij studeerde muziek en wilde in de klassieke muziek verdergaan, maar veranderde van gedachte nadat hij met André Kostelanetz opnames had gemaakt. In de jaren veertig speelde hij in de bands van Les Brown, Harry James, Jimmy Dorsey en Boyd Raeburn, daarna was in in Los Angeles actief als studiomuzikant en werkte hij in de orkesten van Charlie Barnet (1954), Conrad Gozzo en Billy May (1955). Ook had hij in die tijd een baan bij MGM (1949 - midden jaren 50) en was hij daar betrokken bij de opnames van de muziek voor de films Singin' in the Rain en A Star is Born.
Eind jaren 50 formeerde hij zijn eigen studio-bigband en nam hiermee in de jaren erna talloze succesvolle pop- en jazzplaten op voor Belcanto Records en Liberty Records en, korte tijd, RCA Victor. Met zijn band trad hij ook veel op, hij was populair en eindigde dertien achtereenvolgende jaren op de eerste plaats in de polls van het blad Down Beat in de categorie 'Beste Big Band'. In 1960 had hij een hit met Hoagy Carmichaels nummer "Up a Lazy River" en kreeg hij voor deze plaat een Grammy. Zentner wist zijn bigband overeind te houden in een tijd, dat het tijdperk voor grote orkesten voorbij was, maar trad in de tweede helft van de jaren zestig niet meer zo veel op. Hij begeleidde Mel Tormé in een casino in Las Vegas en werd in de gokstad in 1968 muzikaal leider van de show Folies Bergere. In de jaren 90 had hij weer een nieuwe bigband, waarmee hij ook platen opnam. Hij speelde hiermee tot in 1999, ondanks het feit dat hij later leed aan leukemie, waaraan hij in 2000 overleed.

## Discografie (selectie)
- A Thinking Man's Band, Liberty, 1959